# Centaurea shahuensis
Centaurea shahuensis — вид квіткових рослин родини айстрових (Asteraceae). Ареал: зх. Іран.

## Морфологічна характеристика
Серединні стеблові листки широколанцетні, філярії густо-ланатно-повстисті, придатки дрібні.